# Veslanje na OI 1948.
Veslanje na Olimpijskim igrama u Londonu 1948. godine uključivalo je natjecanja u 7 disciplina, i to samo u muškoj konkurenciji. Natjecanje se održalo na čuvenoj veslačkoj stazi u Henleyu.

## Osvajači medalja

### Muški
| Disciplina             | Zlato                                                                                                 | Srebro | Bronca |
| Samac                  | Australija M. Wood                                                                                    | Urugvaj E.Risso | Italija R. Catasta                                                                                                   |
| Dvojac na pariće       | Velika Britanija R. Burnell B. Bushnell                                                               | Danska E. Parsner A. Larsen                                                                                                 | Urugvaj W. Jones J.A. Rodriguez                                                                                      |
| Dvojac bez kormilara   | Velika Britanija J.H.T. Wilson W. Laurie                                                              | Švicarska H. Kalt J. Kalt                                                                                                   | Italija F. Fanetti B. Boni                                                                                           |
| Dvojac s kormilarom    | Danska F. Pedersen T. Henriksen C.E. Andersen (korm)                                                  | Italija G. Steffe A. Tarlao A. Radi (korm)                                                                                  | Mađarska A. Szendei B. Zsitnik R. Zimonyi (korm)                                                                     |
| Četverac bez kormilara | Italija G. Moioli E. Morille G. Invernizzi F- Faggi                                                   | Danska H. Halkjaer A. Hansen H. Schroder J. Larsen                                                                          | SAD F. Kingsbury S. Griffing G. Gates R. Perew                                                                       |
| Četverac s kormilarom  | SAD W. Westlund R.D. Martin R. Will G. Giovanelli A. Morgan (korm)                                    | Švicarska R. Reichling E. Schriever E. Knecht P. Stebler A, Moccand (korm)                                                  | Danska E. Larsen B.R. Nielsen H. Larsen H. Knudsen I. Olsen (korm)                                                   |
| Osmerac                | SAD I. Turner D. Turner J. Hardy G. Ahlgren L. Butler D. Brown J.K. Smith J. Stack R. Purchase (korm) | Velika Britanija C. Barton M. Lapage G. Richardson E. Bircher P. Massey C.B. Lloyd D. Meyrick A. Mellows J. Dearlove (korm) | Norveška K. Lepsoe T. Krakenes H. Hansen H. Gran Olsen H. Krakenes L. Naess T. Pedersen C. Monssen S. Monssen (korm) |